# Horace Lapp
Horace Gladstone Lapp (* 3. März 1904 in Uxbridge/Ontario; † 28. Januar 1986 in Uxbridge/Ontario) war ein kanadischer Pianist, Organist, Dirigent und Komponist.

## Leben
Lapp war von 1917 bis 1920 Kirchenorganist in Beaverton und 1920 bis 1922 in Port Hope. Von 1922 bis 1924 studierte er am Royal Conservatory of Music in Toronto Klavier bei Alberto Guerrero und Orgel bei Healey Willan. Daneben spielte er Klavier in Luigi Romanellos Orchester und war Klavierbegleiter bei einer Tournee des Toronto Mendelssohn Choir 1923.
Von 1924 bis 1935 war er Mitglied der Theaterorchester von Jack Arthur und komponierte und dirigierte Musiken für Shows am Shea's Hippodrome und am Imperial Theatre. Daneben arbeitete er als Stummfilmpianist. Zwischen 1934 und 1944 leitete er Tanzorchester im Royal Muskoka Hotel (1934–36) und im Royal York Theatre (1936–44). Mit letzterem trat er 1939 im Rundfunk der CBC und einem Kurzfilm (Music from the Stars (mit William Morton, Madeline Pedler u. a.) auf.
An den Rundfunkprogrammen Kate Aitkens beteiligte er sich von 1935 bis 1954 als Organist, ebenso spielte er Orgel bei Sportereignissen in den Maple Leaf Gardens. Er war von 1952 bis 1959 Pianist, Arrangeur und gelegentlich Dirigent bei den CBC-Produktionen Opportunity Knocks, von 1962 bis 1965 Dirigent der Eaton Operatic Society und von 1964 bis 1956 Musikproduzent bei den Canadian National Exhibitions. Ein Konzert für Klavier und Stimmen vollendete er 1958.
Als einer der letzten lebenden Stummfilmpianisten spielte er ab 1968 Klavier für die Bearbeitung historischer Stummfilme des Ontario Film Institute. Für das Fernsehen der CBC spielte er 1969 die Musik zu 37 Filmen mit Stan Laurel und Oliver Hardy. 1978 spielte er für den kanadischen Film Carry On Sergeant die Originalmusik von Ernest Dainty ein. Von 1962 bis 1973 schrieb er die monatliche Kolumne für den Arts and Letters Club. Eine Autobiographie Lapps blieb unveröffentlicht und befindet sich im Besitz der National Library of Canada.